# Aplidium sacciferum
Aplidium sacciferum är en sjöpungsart som beskrevs av Monniot 200. Aplidium sacciferum ingår i släktet Aplidium och familjen klumpsjöpungar. Inga underarter finns listade i Catalogue of Life.